# Râul Puriceni
Râul Puriceni este un curs de apă, afluent al râului Râșca. 

## Hărți
- Parcul Vânători-Neamț  Arhivat în 3 martie 2016, la Wayback Machine.